# Estácio Unijipa
O Centro Universitário Estácio De Ji-paraná ou Estácio Unijipa é um centro universitário de ensino superior localizado em Rondônia, Brasil, e administrado pela YDUQS (antiga Estácio). É formado pela união de diversas faculdades, incluindo a Faculdade Panamericana de Ji-Paraná (UNIJIPA) a Faculdade São Paulo, e a Faculdade Pimenta Bueno, previamente adquiridas pelo Grupo Athenas, por sua vez adquirido pela Estácio em 2020.